# Navire hôpital

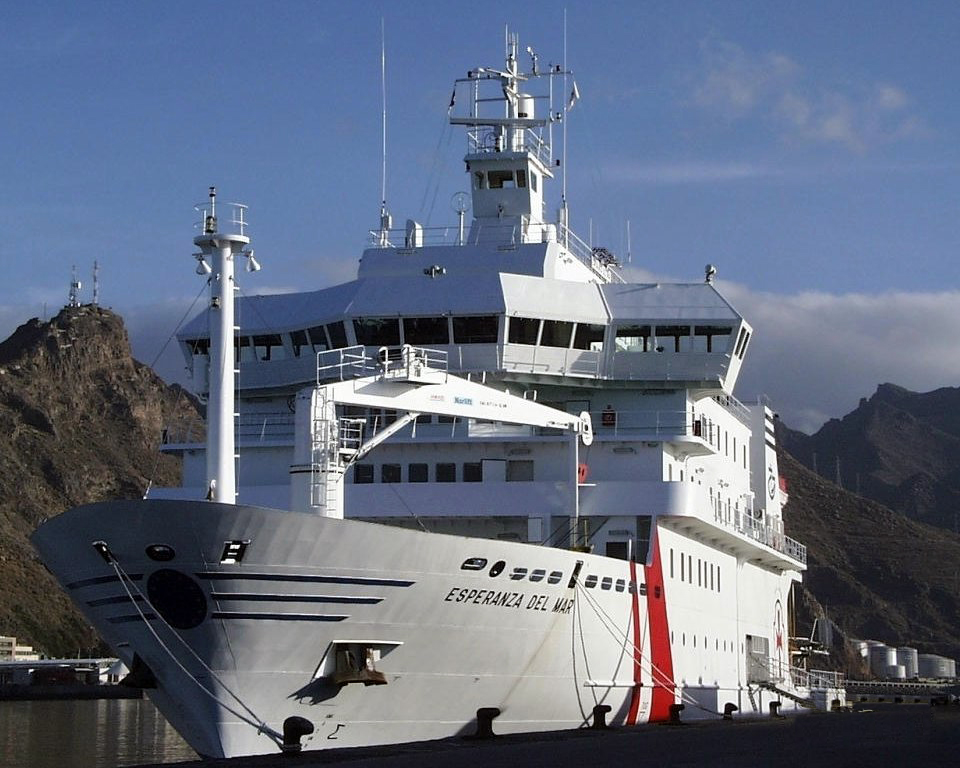
L’Esperanza del Mar mis en œuvre par le ministère du Travail espagnol.

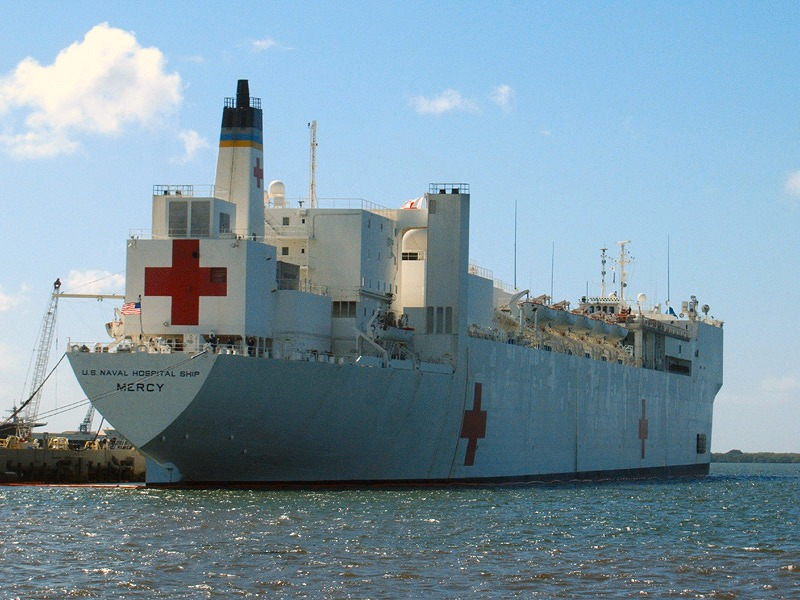
L' de l'US Navy.

Un navire hôpital (au pluriel des navires hôpitaux) est un bateau construit, transformé ou aménagé, en vue de remplir une seule tâche, porter secours à des naufragés, des blessés ou des malades. Il a pour fonction de servir de centre de soins, en offrant toutes les fonctionnalités d'un hôpital terrestre. La plupart de ces bateaux sont mis en œuvre par les marines militaires de différents États du monde, et quelquefois par des organisations non gouvernementales (ONG).

## Précurseurs

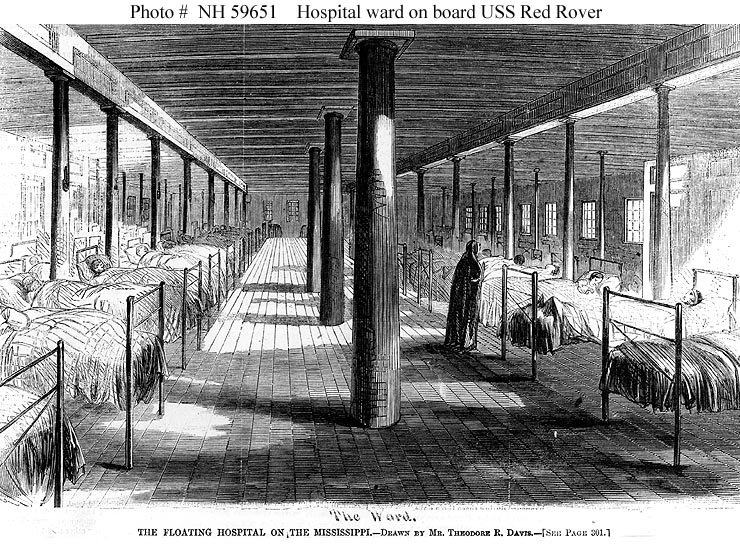
Salle sur l'USS Red Rover (1862-1865).

La notion de navire hôpital est assez ancienne, l'ordre de Saint-Jean de Jérusalem créant un navire hôpital en 1523, la caraque Santa Maria. Mais elle ne couvrait que l'appellation donnée à un navire de transport de troupes destiné à servir d'hôpital, c'est-à-dire surtout d'isoler les malades par crainte de la contagion. Ainsi, en 1755, l'escadre française qui appareille pour le Canada, comprend à cet effet le vaisseau de 50 canons L'Apollon, armé en flûte.
On verra par la suite apparaître des navires dédiés au secours des naufragés et blessés au lieu de navires temporairement affectés à cette tâche. L'un des premiers exemples de ce type de bateau est l'USS Red Rover qui a servi à porter secours aux blessés des 2 camps pendant la Guerre de Sécession.

## Première Guerre mondiale

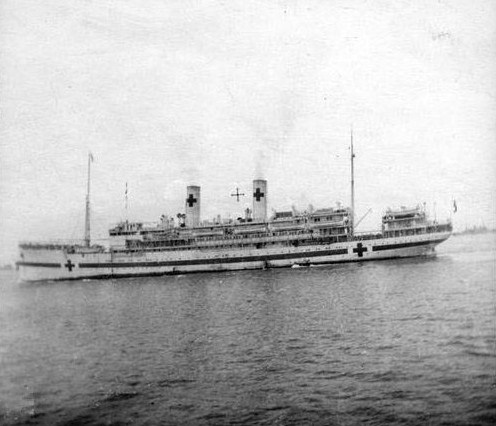
L’Asie après sa transformation en navire hôpital.

La Première Guerre mondiale, comme la Seconde, a aussi vu la transformation de paquebots en navire hôpitaux. Ce fut le cas, entre autres, du RMS Aquitania, du Britannic (sister-ship du Titanic) et du France ou encore du Canada.
Le paquebot français Sphinx, lancé en 1914, sera rapidement transformé en navire hôpital et utilisé pendant la durée des hostilités. En 1918, il reprend ses fonctions de simple paquebot. En 1939, il est de nouveau reconverti en navire hôpital. Il servira, entre autres, au rapatriement des blessés de Narvik vers Marseille. Saisi par les Italiens, il finira sa carrière sous les bombes américaines en 1944. Le France, le Duguay-Trouin et l’Asie sont d'autres navires hôpitaux qui servirent durant la Première Guerre mondiale[réf. nécessaire].
Le navire hôpital canadien Llandovery Castle aura un sort plus funeste : torpillé dans la nuit du 27 juin 1918, causant 234 morts, dont 14 infirmières.Les liste des navires attaques de navires hôpitaux seront, tout au long de la guerre, un sujet de choix pour la propagande alliée, fustigeant la barbarie des empires centraux.

## Seconde Guerre mondiale

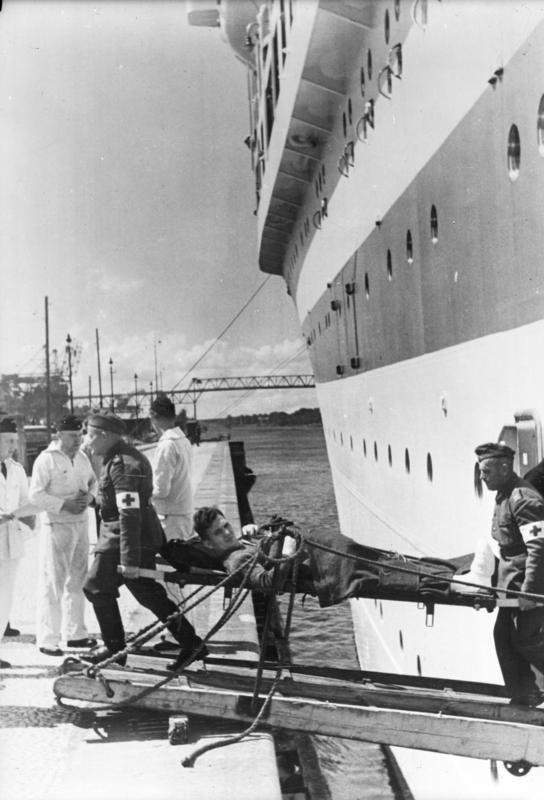
Le Wilhelm Gustloff réquisitionné comme navire hôpital en 1940.

La Seconde Guerre mondiale verra l'apparition de bâtiments spécialement construits en vue de remplir la fonction de navire-hôpital, en particulier pour suivre les opérations à travers le Pacifique.
Ce sera le cas de navires américains de la classe Haven (AH-12) : déplacement 15 000 tonnes, vitesse 17,5 nœuds, rayon d'action 12 000 milles. Elle entre en service en 1944.
Le personnel soignant comprend 21 médecins et 270 infirmières et infirmiers pour un équipage de 61 officiers et 230 marins.
Le bâtiment est dimensionné pour prendre en charge 802 blessés. Il est équipé de trois salles d'opération, installations de radiologie, laboratoires. Il est capable de débarquer et équiper un hôpital de campagne de 100 lits. Il est aussi équipé de dispositifs de levage permettant le chargement, ou le déchargement, en douceur des blessés graves.

## Depuis 1945

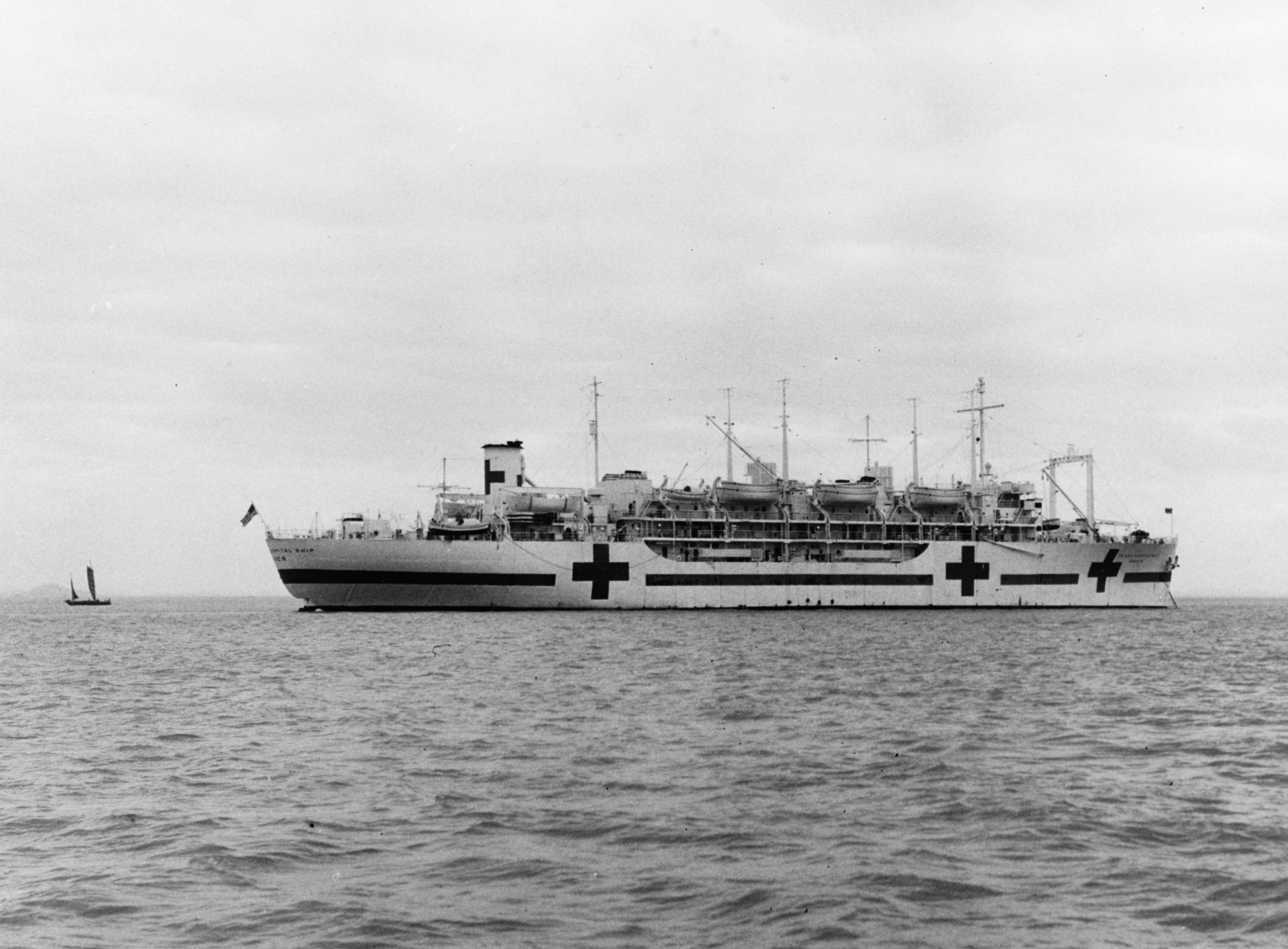
L'USS Haven, en 1950, pendant la guerre de Corée.

L'USNS Mercy et l'USNS Comfort sont les deux navires hôpitaux mis en œuvre par la marine des États-Unis actuellement. Ce sont tous les deux des pétroliers transformés.
La Royal Fleet Auxiliary de la Royal Navy arme un tel bâtiment, le RFA Argus (en), qui ne répond cependant pas à la définition stricte du navire-hôpital car il est équipé d'armements (en l'occurrence, des canons de 20 et 7,62 mm pour la protection rapprochée) ; quand il est utilisé dans un rôle médical, il est désigné comme « navire de réception des blessés primaires » (primary casualty receiving ship).
Le Peace Ark est le premier grand navire hôpital de la marine chinoise. Ce bâtiment lancé en 2007, d'un déplacement d'environ 14 300 tonnes, dispose de 300 lits et de huit blocs opératoires.
Le plus grand navire-hôpital civil est l’Africa Mercy, sous les couleurs de l'organisation non-gouvernementale Mercy Ships.
En France, aucun navire hôpital au sens strict n'a été construit. Le soutien santé a été assuré jusque dans les années 1990 par des « bâtiments de soutien santé » (BSS), comme la Rance, qui avaient cependant d'autres missions militaires (renseignement, par exemple) et qui ne bénéficiaient donc pas de la protection accordée aux navires hôpitaux. Par ailleurs, de nombreux bâtiments de guerre à vocation logistique (pétrolier ravitailleur, bâtiment-atelier…) ou opérationnelle (transport de chalands de débarquement, bâtiment de projection et de commandement, porte-avions…) disposent de capacités hospitalières significatives.

## Identification

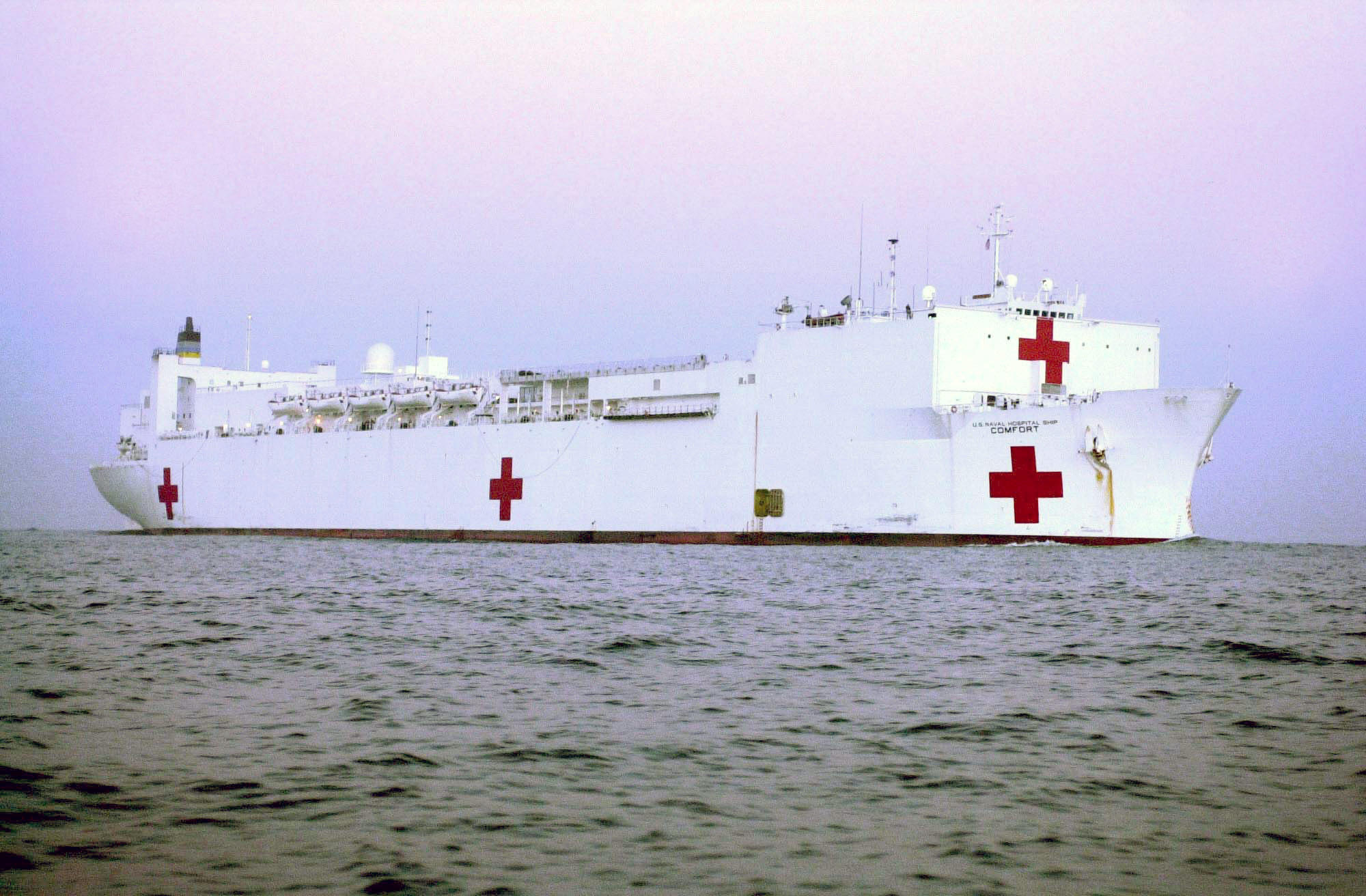
L' de l'US Navy.

Les navires hôpitaux cherchent à faire reconnaître leur statut de non-belligérants en arborant de larges croix rouges sur une coque généralement peinte en blanc. S'ils se conforment ainsi aux dispositions des Conventions de Genève, il n'en est pas moins vrai que plus d'un navire hôpital a été attaqué, voire coulé, au cours des différents conflits du XXe siècle. Ce fut le cas, entre autres, de l'AHS Centaur qui fut proprement torpillé par un sous-marin japonais, le 14 mai 1943, au large des côtes australiennes.
Il est prévu que, en cas de conflit, le nom et les caractéristiques du navire soient communiqués aux différents belligérants dix jours au moins avant qu’il ne soit employé.
D'autre part s'il suit une escadre combattante alors que celle-ci marche avec ses feux masqués — seuls les projecteurs de signalisation sont autorisés a l'allumage pour la transmission d'ordre — il est le seul navire de l'escadre à avoir le droit de garder ses feux de signalisation allumés, il a un éclairage du pont et de la coque : cela montre sa neutralité dans le combat[réf. souhaitée].
Un navire de guerre qui remplirait des tâches de secours aux blessés ne bénéficierait pas de la protection attribuée à un navire hôpital. Ce serait la situation, par exemple, du RFA Argus britannique ou du BPC Mistral français.
Un navire hôpital qui interférerait avec des opérations militaires perdrait son statut protégé et pourrait être saisi par un des belligérants. Ce fut le cas, par exemple, du navire hôpital russe Orel pris par les Japonais, en 1904, pour avoir transporté des soldats valides et du matériel de guerre. Ou bien, pendant la Première Guerre mondiale, celui du navire hôpital allemand Ophelia, arraisonné par les Britanniques après y avoir découvert du matériel de signalisation sans objet avec son rôle, mais aussi avoir jeté par-dessus bord des documents classifiés et lancé un message codé avant l'inspection britannique.

## Radiocommunications

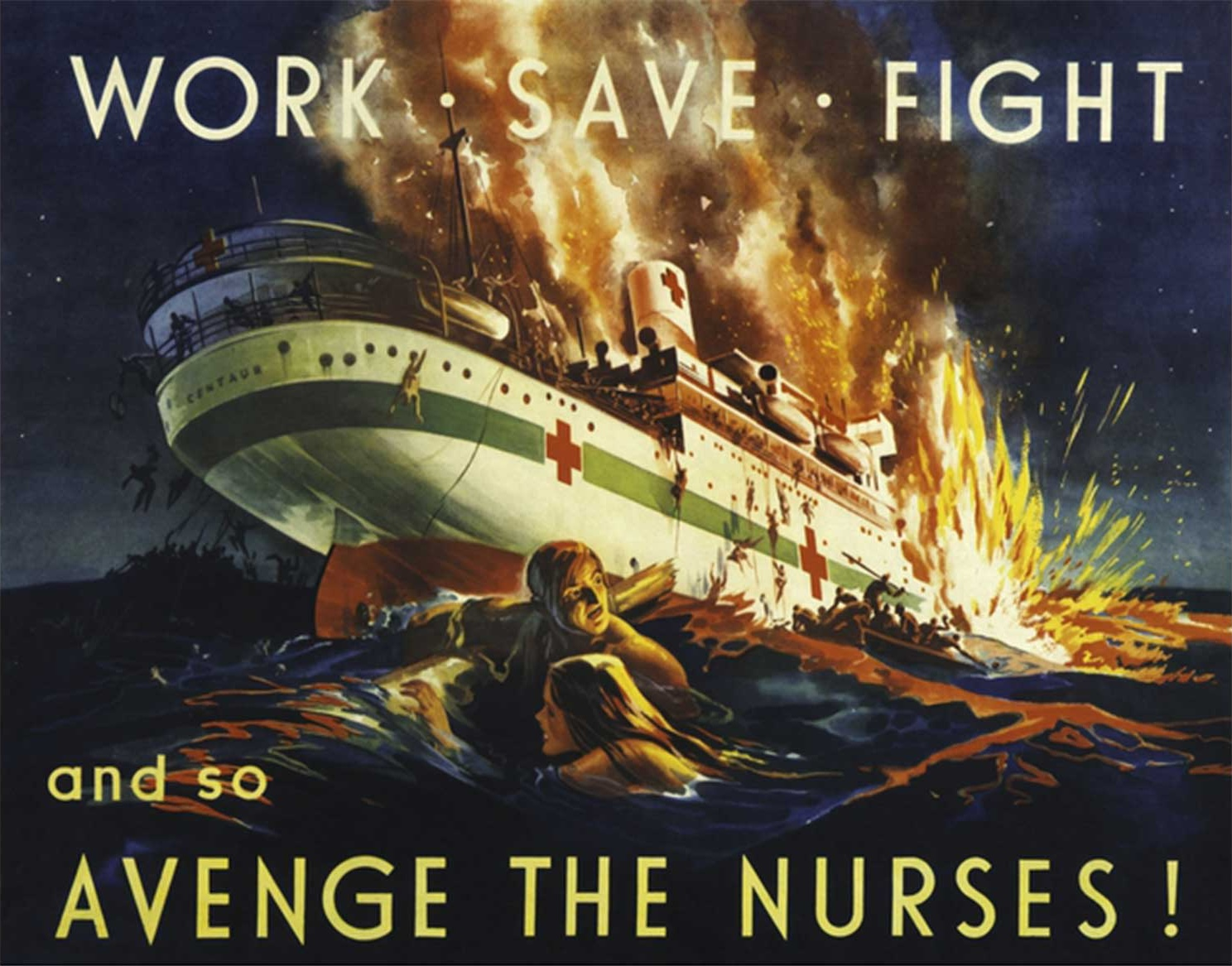
AHS Centaur coulé par faits de guerre.

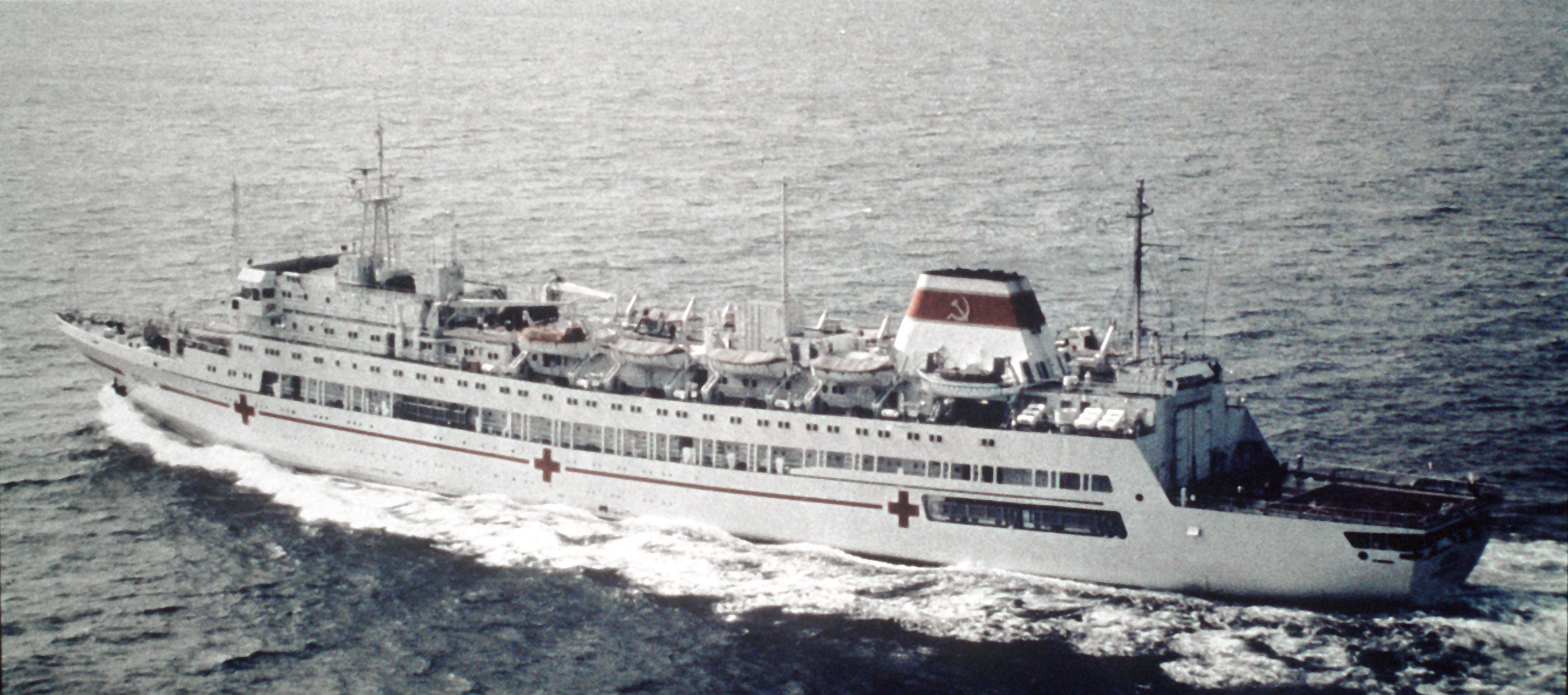
Navire hôpital de la marine soviétique de classe Ob.

### Historique
La nécessité d'utiliser les radiocommunications pour annoncer et identifier les transports sanitaires est apparue pendant la Seconde Guerre mondiale. A la mer, plus de 45 navires hôpitaux et 4 navires affrétés par le Comité international de la Croix-Rouge (CICR) furent coulés ou endommagés par faits de guerre : l'absence de moyens d'identification efficaces fut la cause de la plupart des attaques en surface ou sous-marines. En 1943, un navire hôpital attaqué par des avions s'efforça de se faire identifier par radio. La station côtière de Malte retransmit le message du navire sous forme d'appel à tous (CQ (en)), sur les fréquences internationales de détresse de 500 kHz et de 1 650 kHz (ex 2 182 kHz) mais les avions assaillants ne purent capter cette émission.
Dès 1944, les navires neutres et les navires hôpitaux naviguant à la Méditerranée signalaient leur position en émettant toutes les quatre heures un message sur la fréquence internationale de détresse et d'appel en radiotélégraphie morse de 500 kHz. Dans l'Atlantique, ils émettaient ce message une fois par jour. Ces messages de position sur 500 kHz étaient prescrits par les belligérants.
Dans une zone de combat, aux fins d'annonce et d'identification de transports sanitaires placés sous la direction d'une partie à un conflit ou d'États neutres, ou d’un navire portant secours aux blessés, aux malades et aux naufragés, le responsable du transport sanitaire doit faire transmettre les signaux d'urgence de trois groupes « PAN PAN » suivis par l'adjonction du seul groupe « MEDICAL » en radiotéléphonie.

L'expression « transports sanitaires », définie dans les Conventions de Genève de 1949 et les Protocoles additionnels, recouvre tout moyen de transport, par terre, par eau ou par air, militaire ou civil, permanent ou temporaire, affecté exclusivement au transport sanitaire placé sous la direction d'une autorité compétente d'une partie à un conflit ou d'États neutres et d'autres États non parties à un conflit armé, lorsque ces navires, ces embarcations et ces aéronefs portent secours aux blessés, aux malades et aux naufragés.

### Radiocommunications des transports sanitaires
Aux fins d'annonce et d'identification de transports sanitaires qui sont protégés conformément aux Conventions susmentionnées, une transmission complète des signaux d'urgence en radiotéléphonie sur les fréquences internationales de détresse: 2 182 kHz, 156,800 MHz, les fréquences de détresse supplémentaires 4 125 kHz et 6 215 kHz, la fréquence aéronautique d'urgence 121,500 MHz, la fréquence militaire 243 MHz  ou toute autre fréquence pouvant être utilisée en cas de détresse peuvent être utilisées par les transports sanitaires aux fins d'auto-identification et d'établissement des communications. La communication doit, dès que possible en pratique, être transférée sur une fréquence de travail appropriée.
L'utilisation des signaux décrits indique que le message qui suit concerne un transport sanitaire protégé. Le message doit contenir les données suivantes :
- l'indicatif d'appel ou tout autre moyen reconnu d'identification du véhicule de transport sanitaire ;
- la position du véhicule de transport sanitaire ;
- le nombre et le type de véhicules de transport sanitaire ;
- l'itinéraire prévu ;
- la durée estimée du déplacement, et les heures de départ et d'arrivée prévues, selon le cas ;
- toute autre information, telle que l'altitude de vol, les fréquences radioélectriques de veille, langues utilisées, modes et codes des systèmes de radar secondaires de surveillance.

Ces dispositions s'appliquent, s'il y a lieu, à l'utilisation des signaux d'urgence par des transports sanitaires.

L'identification et la localisation des transports sanitaires en mer peuvent être effectuées au moyen des répondeurs radar maritimes normalisés (voir la Recommandation 14 (Mob-87)).

L'utilisation des radiocommunications pour annoncer et identifier les transports sanitaires est facultative.

#### Livres
- Ph. Eberlin, Crimes de guerre en mer, 1939-1945, Éditions Maîtres du Vent, 2007,  (ISBN 2352610249).
- Gilles Barnichon, Les Navires hôpitaux français au XXe siècle, Éditions Maîtres du Vent,  (ISBN 978-2-35261-026-7)

#### Articles
- Dr Robert M. Garraud, « Les Hôpitaux flottants », Vie et Bonté - Paris 1952.
- Vice-amiral Grandclément, « Les Navires hôpitaux », Revue internationale de la Croix-Rouge, mai 1938.

#### Filmographie
- Project Hope, documentaire américain de 1961 consacré à un navire hôpital.